# 犬丸一郎
犬丸一郎（日语：／ Inumaru Ichirō，1926年3月10日—2020年3月3日），日本实业家，帝国饭店原社长。

## 生平
1926年生于东京。是企业家犬丸徹三的长子。就读于慶應義塾大學经济学部。1949年进入帝国饭店工作。1952年赴美国康奈尔大学经营学部留学。1986年6月就任社长。1997年退任。1999年不再担任顾问。曾获勋二等瑞宝章。2020年3月3日凌晨5时34分逝世。

## 著作
- 犬丸一郎.  . 東京新聞出版局. 2002. ISBN 9784808307622 （日语）.
- 犬丸一郎.  . 集英社新書. 2012. ISBN 9784087206296.